# Frank Kingdon-Ward
Francis Kingdon-Ward ( 6 de noviembre de 1885 , Mánchester - 8 de abril de 1958 , Wimbledon ) fue un botánico inglés, explorador, coleccionista y autor de plantas. Publicó la mayoría de sus libros como Frank Kingdon-Ward y esta forma con el guion de su nombre se quedó, convirtiéndose en el apellido de su esposa y dos hijas.

## Biografía
Estuvo en alrededor de 25 expediciones a lo largo de casi cincuenta años, al explorar el Tíbet, noroeste de China, Birmania (Birmania) y Assam (en la actualidad parte oriental del norte de India).
Entre sus colecciones se encuentran las primeras semillas viables de Meconopsis betonicifolia (amapola azul del Himalaya, en primer lugar descubierta por Pierre Jean Marie Delavay), Primula florindae (cowslip gigante, el nombre de su primera esposa Florinda Norman-Thompson).
Sobrevivió a muchos accidentes en sus expediciones, incluido ser empalado en una punta de bambú, caerse de un acantilado (lo detuvo un árbol que crecía del acantilado), perderse durante dos días sin comida, su tienda de campaña aplastada por un árbol en una tormenta, y estuvo cerca del epicentro de un terremoto (registrado 9,6 en la escala de magnitud de Richter ) el 15 de agosto de 1950 durante una expedición en Assam.
Estuvo casado dos veces, en primer lugar con Florinda Norman-Thompson el 11 de abril de 1923; en segundo lugar con Jean Macklin, el 12 de noviembre de 1947, con quien permaneció casado hasta su muerte.
Incluso hacia el final de su carrera todavía era activo, su mayor descubrimiento fue probablemente Lilium mackliniae, que recibió el nombre de su segunda esposa. A los 68 años subió a más de 3.300 m s. n. m. en Myanmar (Birmania) y siguió descubriendo nuevas especies de plantas en su última expedición en 1956.
Frank Kingdon-Ward, falleció el 8 de abril de 1958 a los 72 años de edad. Había sufrido un derrame cerebral y entró en coma a partir de la cual nunca se recuperó.

## Honores
Obtuvo la Medalla Veitch.

### Eponimia
Géneros
- (Asteraceae) Wardaster J.Small[3]
- (Araliaceae) Wardenia King[4]

Especies

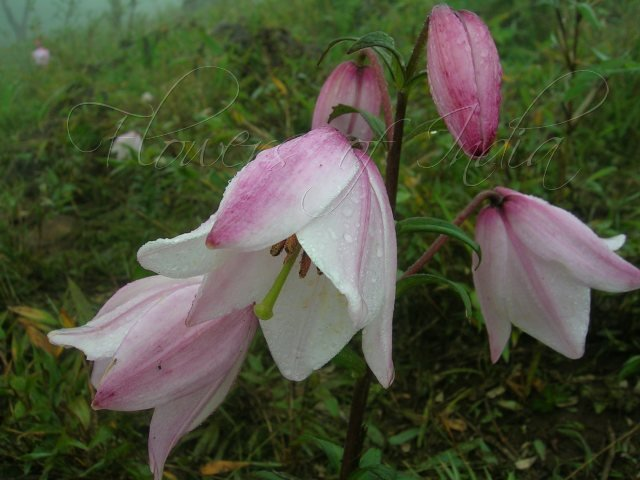
Siroi lily, Lilium macklinii.

- (Ericaceae) Rhododendron wardii W.W.Sm. 1914  , y en la variedad de especie natural de flor blanca Rhododendron wardii var. puralbum (Balf.f. & W.W.Sm.) D.F.Chamb. 1978.

También es conmemorado en la especie Harpactes wardi.

## Trabajos publicados
Escribió unos 25 libros, la mayoría contando sus expediciones. Los títulos son los siguientes:
- On the Road to Tibet (1910) Shanghai Mercury Ltd. Shanghai
- Land of the Blue Poppy (1913) Cambridge University Press
- In Farthest Burma (1921) Seely Service and Co (reprinted by Orchid Press, Thailand; 2.ª Ed. Rev (enero de 2005) ISBN 978-9745240629)
- Mystery Rivers of Tibet (1921) Seely Service and Co
- From China to Hkamti Long (1924) Edward Arnold and Co
- The Romance of Plant Hunting (1924) Edward Arnold and Co
- Riddle of the Tsangpo Gorges (1926) Edward Arnold and Co
- Rhododendrons for everyone (1926) The Gardener's Chronicle Ltd
- Plant Hunting on the Edge of the World (1930) Victor Gollancz (reimpreso 1974, Theophrastus)
- Plant Hunting in the Wilds (1931) Figurehead (Pioneer series)
- The Loom of the East (1932) Martin Hopkinson Ltd
- A Plant Hunter in Tibet (1934) Jonathan Cape (reprinted by White Orchid, Tailandia (2006) ISBN 978-974-524-087-2)
- The Romance of Gardening (1935) Jonathan Cape
- Plant Hunter's Paradise (1937) Jonathan Cape
- Assam Adventure (1941) Jonathan Cape
- Modern Exploration (1945) Jonathan Cape
- About This Earth. 1946. Jonathan Cape
- Commonsense Rock Gardening. 1948. Jonathan Cape
- Burma's Icy Mountains. 1949. Jonathan Cape (reprinted by White Orchid, Thailand; 2.ª ed. 2006. ISBN 978-974-524-084-1)
- Rhododendrons (1949) Latimer House
- Footsteps in Civilization (1950) Jonathan Cape
- Plant Hunter in Manipur (1952) Jonathan Cape
- Berried Treasure (1954) Ward Lock and Co. Ltd. London & Melbourne
- Return to the Irrawaddy (1956) Andrew Melrose
- Pilgrimage for Plants (1960) George C. Harrap and Co. Ltd